# Denní rozkaz
Denní rozkaz je pořad denních činností v rámci armády nebo jejích jednotlivých oddílů. Nejedná se však o taktický rozkaz, týká se spíše nařízení běžných i zvláštních vnitřních záležitostí mužstva.  
Při zvláštních příležitostech slouží denní rozkaz také jako apel, jako jsou například čestná uznání zasloužilých vojáků apod. 
Denní rozkazy jsou zpravidla vydávány jako součást situačního briefingu.